# Leucemia aguda
Leucemias agudas são uma família de doenças oncológicas graves relacionadas com um diagnóstico inicial de leucemia. Na maior parte dos casos, as leucemias agudas podem ser classificadas de acordo com a linhagem (mieloide ou linfoide) das células malignas que crescem de forma descontrolada, embora existam algumas de tipo misto.
Entre as formas de leucemia aguda estão:
- Leucemia mieloide aguda
  - Leucemia eritroide aguda
- Leucemia linfoblástica aguda
  - Leucemia linfoblástica aguda de células T 
    - Leucemia/linfoma de células T do adulto
    - (Precursor)Leucemia/linfoma de células T linfoblástico
- Crise blástica da leucemia mieloide crónica